# 大头金线鲃
大头金线鲃（学名：Sinocyclocheilus macrocephalus，又譯大頭金線魮，俗名大嘴油鱼）为輻鰭魚綱鯉形目鲤科金线鲃属的其中一種鱼类，其种加词“macrocephalus”意为“大头的”。體長可達20.8公分。分布於亞洲中國，该物种的模式产地在云南省路南县城附近的黑龙潭，属南盘江水系。